# Leyla-Tepecultuur
De Leyla-Tepecultuur is een archeologische cultuur van de kopertijd, die zich van het midden tot einde van het 5e millennium v.Chr. op de zuidelijke hellingen van de Midden-Kaukasus (district Ağdam van het  huidige Azerbeidzjan) bevond.
De cultuur omvat vondsten uit de onderste lagen van de opgravingen Poylu I, Poylu II, Böyük Kəsik I en Böyük Kəsik II.
De doden werden begraven in grote keramische vaten. Verbanden zijn er ook met noordelijke Obeid-periode vondsten, in het bijzonder met nederzettingen in Oost-Anatolië (Arslan-tepe, Korucu Tepe, Tepecik, enz.). 
De nederzettingen bestaan uit dicht aaneen gebouwde adobe-woningen voorzien van rookafvoeren. 
De Leyla-Tepecultuur is voorgesteld als de oorsprong van de Majkopcultuur. 
De vondsten van Majkop en Leyla-Tepe tonen een gelijkenis met bij Tell Khazneh op het eiland Failaka in Koeweit gevonden voorwerpen uit het 4e millennium v.Chr.
- Library of Congress Control Number: sh2019102864
- Nationale Bibliotheek van Israël: 987012575088105171